# یواس‌اس ناواجو (ای‌تی-۶۴)
یواس‌اس ناواجو (ای‌تی-۶۴) (به انگلیسی: USS Navajo (AT-64)) یک یدک‌کش بود که طول آن ۲۰۵ فوت (۶۲ متر) بود. این یدک‌کش در سال ۱۹۳۹ ساخته شد.